# Turkologia

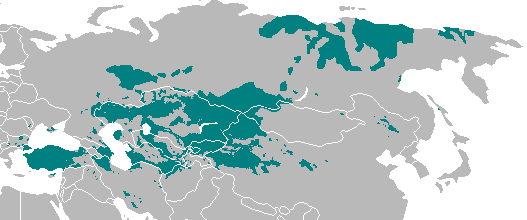
Obecny zasięg ludów turkijskich

Turkologia – nauka o językach, literaturach, kulturach, dziejach, wierzeniach i zwyczajach ludów turkijskich.
Obejmuje ona tradycyjnie dwa kierunki badań: z jednej strony studia nad Turkami osmańskimi i współczesną Republiką Turcji, z drugiej zaś – nad wszystkimi ludami turkijskimi. Badania te dotyczą często w praktyce tylko nauk humanistycznych, w szczególności filologii.

## Kompendia turkologiczne
- niemieckojęzyczna seria Philologiae Turcicae Fundamenta (dwa tomy wydane w latach 1959–1965)[2], kontynuowana przez Philologiae et Historiae Turcicae Fundamenta (w latach 2000–2021 ukazały się cztery tomy)[3]
- Turkologie. Annemarie von Gabain, Omeljan Pritsak, Nikolaus Poppe, J. Benzing, Karl H. Menges, Ahmet Temir, Zeki Velidi Togan, Franz Taeschner, O. Spies, Ahmed Caferoğlu, Abdullah Battal-Taymas. Leiden – Köln: E. J. Brill, 1963, seria: Handbuch der Orientalistik. (niem.). Brak numerów stron w książce – obejmuje języki i literatury turkijskie
- Karl H. Menges: The Turkic languages and peoples. An introduction to Turkic studies. Wiesbaden: Harrassowitz Verlag, 1995, seria: Veröffentlichungen der Societas Uralo-Altaica. ISBN 3-447-03533-1. (ang.). Brak numerów stron w książce

## Turkologia w Polsce
Kontakty polityczne Polski z Imperium Osmańskim sięgają początków XV wieku i dość wcześnie objęły poza polityką także inne kwestie tureckie i tatarskie, w tym wiedzę na temat języków używanych przez te ludy. Głębsza znajomość spraw tureckich widoczna jest w okresie Oświecenia i Romantyzmu.
Początki naukowej turkologii w Polsce sięgają okresu bezpośrednio po zakończeniu pierwszej wojny światowej, kiedy to działali dwaj wybitni turkolodzy Władysław Kotwicz i Tadeusz Kowalski.
Po drugiej wojnie światowej studia turkologiczne uprawiano m.in. na Uniwersytecie Jagiellońskim, Uniwersytecie Warszawskim oraz w Polskiej Akademii Nauk.
Na początku XXI wieku badania turkologiczne prowadzone są w następujących ośrodkach uniwersyteckich:
- Zakład Turkologii i Ludów Azji Środkowej na Wydziale Orientalistycznym Uniwersytetu Warszawskiego
- Katedra Turkologii Instytutu Orientalistyki Uniwersytetu Jagiellońskiego
- Zakład Turkologii Instytutu Orientalistyki na Wydziale Neofilologii Uniwersytetu im. Adama Mickiewicza w Poznaniu

Od roku 1995 wydawana jest w Krakowie seria książek turkologicznych pt. Studia Turcologica Cracoviensia.